# Ermita del Remei del Mas Eroles
L'Ermita del Remei del Mas Eroles, o simplement el Remei o Mas Eroles, és un conjunt de masia i ermita del municipi de Castell d'Aro, Platja d'Aro i s'Agaró (Baix Empordà), protegit com a bé cultural d'interès local.

## Descripció

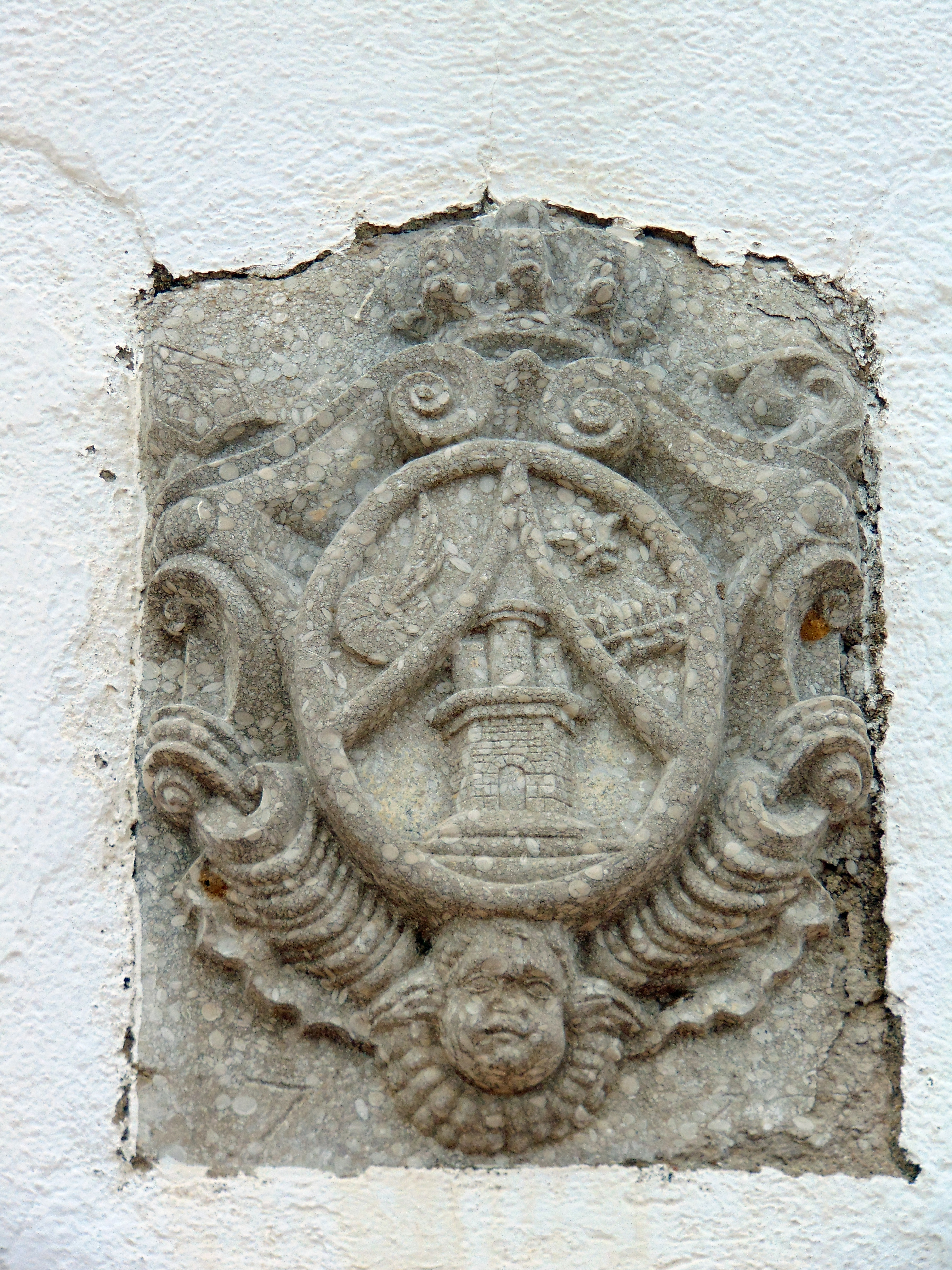
Escut abacial sobre la porta

La capella es troba integrada en la construcció principal del Mas Eroles. En efecte, la façana de l'ermita es troba en la mateixa línia i centra la façana principal de la masia. La porta d'accés és rectangular, amb la data del 1732 a la llinda, damunt de la qual hi ha un escut abacial. Una rosassa al centre i una finestra amb llinda a la part superior de la façana completen el conjunt, que es corona amb un campanar de paret d'una sola obertura d'arc de mig punt. El cos de la capella, de planta rectangular i cobert amb volta d'arestes, queda amagat per les dependències de la masia.

## Història
L'any 1189, Pere Saguer de la Vall d'Aro va donar al monestir de Sant Feliu de Guíxols les terres del que més tard seria el mas o granja de les Eroles. En un principi, els monjos hi tenien un petit oratori perquè els masovers i els frares llecs que tenien cura del conreu de la granja hi poguessin complir amb els seus deures religiosos. La finca al segle xvii va ser arrasada per la soldadesca i el 1641 les edificacions varen ser refetes gairebé de nou. A principi de segle xviii, l'abat Panyelles acabà la reconstrucció de l'ermita, figurant la data de l'any 1732 en la llinda de la porta d'accés. El 1821, va ser subhastada i l'adquirí el barceloní Josep Martí Estruch. L'ermita actualment és de la parròquia de Santa Maria de Castell d'Aro.
Al llarg de la història, ha tingut gran incidència sobre la vall per ser un centre religiós. El seu aplec el dia 10 d'octubre es manté fins ara com a data senyalada. Aquesta influència en la contrada queda reflectida en els Goigs de l'ermita editats el 1965, escrits per Pere Cortada Casals i amb música del mestre Salvador Dabau. En una de les estrofes canta: Els aplecs de vostra Festa / endolcits per la tardor,/ són cada any, nova conquesta / d'alegria i germanor, / que la Mare és falaguera / de viure tanta harmonia.